# Mikel Artetxe
Mikel Artetxe Guezuraga (Larrabezúa, Vizcaya, España, 24 de septiembre de 1976) es un exciclista español, profesional entre los años 1999 y 2007, durante los que consiguió seis victorias.

## Biografía

### Debut profesional
Sus inicios en el ciclismo fueron en el equipo ciclista Euskaltel Euskadi, logrando en sus filas su mejor actuación en una gran vuelta el Tour de Francia de 2003, en el que finalizó en el puesto 80.º.

### Paso por equipos meodestos
En 2006 corrió en el 3 Molinos Resort.
En 2007, su última temporada como profesional, estuvo en las filas del Fuerteventura-Canarias dirigido por Vicente Belda.

### Tras la retirada
Tras retirarse, colabora en ocasiones como comentarista en la retransmisión de carreras ciclistas en ETB1. Además, desde 2009 es uno de los exciclistas (junto a Roberto Laiseka, Mikel Zarrabeitia y David Etxebarria cargo de la organización de la Bizkaiko Bira, una vuelta por etapas de categoría amateur.

## Palmarés
2000
- GP Jornal de Noticias, más 2 etapas

2001
- 1 etapa de la Vuelta a Andalucía

2002
- 1 etapa del GP Torres Vedras-Trofeo Joaquim Agostinho

2006
- 1 etapa de la Vuelta a Asturias

## Resultados en Grandes Vueltas
Durante su carrera deportiva consiguió los siguientes puestos en las Grandes Vueltas:
| Carrera | Carrera         | 1999 | 2000 | 2001 | 2002 | 2003 | 2004  | 2005 | 2006 | 2007 |
| ------- | --------------- | ---- | ---- | ---- | ---- | ---- | ----- | ---- | ---- | ---- |
|         | Giro de Italia  | —    | —    | —    | —    | —    | —     | —    | —    | —    |
|         | Tour de Francia | —    | —    | —    | —    | 80.º | —     | —    | —    | —    |
|         | Vuelta a España | —    | —    | —    | 86.º | —    | 108.º | —    | —    | —    |

—: no participa

Ab.: abandono

## Equipos
- Euskaltel-Euskadi (1999-2005)
- 3 Molinos Resort (2006)
- Fuerteventura-Canarias (2007)